# Close to me…
「Close to me…」（クロース・トゥ・ミー）は、日本の歌手、KOTOKOの楽曲。2000年12月1日に発売された。

## 概要
- ivoryより発売されたアダルトゲーム『effect 〜悪魔の仔〜』の主題歌に起用された。
- KOTOKOが初めてI'veで「明日の向こう」[注 1]「涙の誓い」を録音していたが、最終的に本曲は彼女がボーカルを担当した最初の曲として正式に発表されることになったため、実質デビュー曲と呼ばれている[2]。また、I'veとのタッグを組んで制作された楽曲の中で、KOTOKOが初めて作詞とボーカルを担当した曲でもある[3]。
- 曲作りについて本人は「あのときは多分、歌い手の指定はなかったはずです。I'veさんの初期は、何人かで仮歌を録ってからメーカーさんにプレゼンをかける形をとっていて、私も仮歌を歌ったけれど別の方が選ばれる、という楽曲もありました。でも、「Close to me…」では仮歌を録らなかったので歌い手はお任せというパターンだったと思います。それで高瀬一矢さんが私に歌わせてみたいと思ってくださったんでしょうね」と語った[3]。
- この曲は、前述のゲームに同梱されたサウンドトラックアルバムとして初めてCD化され[注 2]、2003年にリリースされたI've Girlsコンピレーション『OUT FLOW』に収録されて初めて市販CDとして発売された。2020年4月21日、ゲームソングコンピレーション『The Bible』に収録され、20年ぶりにKOTOKOのアルバムに初めて収録された。

## 収録作品一覧
| 収録作品名                                  | 作品種類 | 発売日         | 備考                                                          |
| ------------------------------------------- | -------- | -------------- | ------------------------------------------------------------- |
| effect ～悪魔の仔～ 裸足少女 おまけCD       | CD       | 2000年12月1日  | 3つのバージョン収録                                           |
| OUT FLOW                                    | CD       | 2003年12月30日 |                                                               |
| 「Departed to the future」Special CD BOX    | CD       | 2009年3月25日  | I'VE in BUDOKAN 2009 〜Departed to the future〜Ver.として収録 |
| snIpe                                       | CD       | 2009年6月24日  | I'VE in BUDOKAN 2009 〜Departed to the future〜Ver.として収録 |
| KOTOKO's GAME SONG COMPLETE BOX "The Bible" | CD       | 2020年4月21日  |                                                               |

## 収録ライブ映像
- 『Starlight Symphony -KOTOKO LIVE 2006 IN YOKOHAMA ARENA-』
- 『I've in BUDOKAN 2009 ～Departed to the future～』
- 『"thank you" and "from now" KOTOKO LIVE IN BUDOKAN 2010 『Pleasure X Pleasure = Pleasure!!!』』
- 『ビジュアルアーツ大感謝祭 LIVE 2012 in YOKOHAMA ARENA～きみとかなでるあしたへのうた～』

## カヴァー
- 2003年12月26日 - Barbarian On The Groove feat. 霜月はるか - アルバム『I've Sound Tribute』に収録されている。
- 2004年12月29日 - 怜奈 - アルバム『Mixed up -I've Remix Style-』に「Close to me… (Mixed up ver.)」として収録されている。
- 2011年7月29日 - 島みやえい子 - アルバム『TRIBAL LINK-R』に収録されている。